# Улица Достоевского (Ялта)
Улица Достоевского — улица в Ялте. Проходит от Красноармейской улицы до улицы Сеченова.

## История
Сложилась в конце XIX — начале XX века (отсутствует на плане города 1889 года).
Первоначальное название Достоевская. Дано в честь великого русского писателя Ф. М. Достоевского (1821—1881). В Ялте, в гостинице «Франция» (находилась на набережной, здание не сохранилось), в голодном военном 1918 году от малярии умерла вдова Фёдора Михайловича Анна Сниткина (ещё с 1880-х годов в Ялте, на Чайной (ныне — Сеченова) улице, у неё также был свой домик), сам писатель никогда в Крыму не был.
Во время немецкой оккупации в районе улицы были оборудованы огневые позиции